# Turbo (guma)

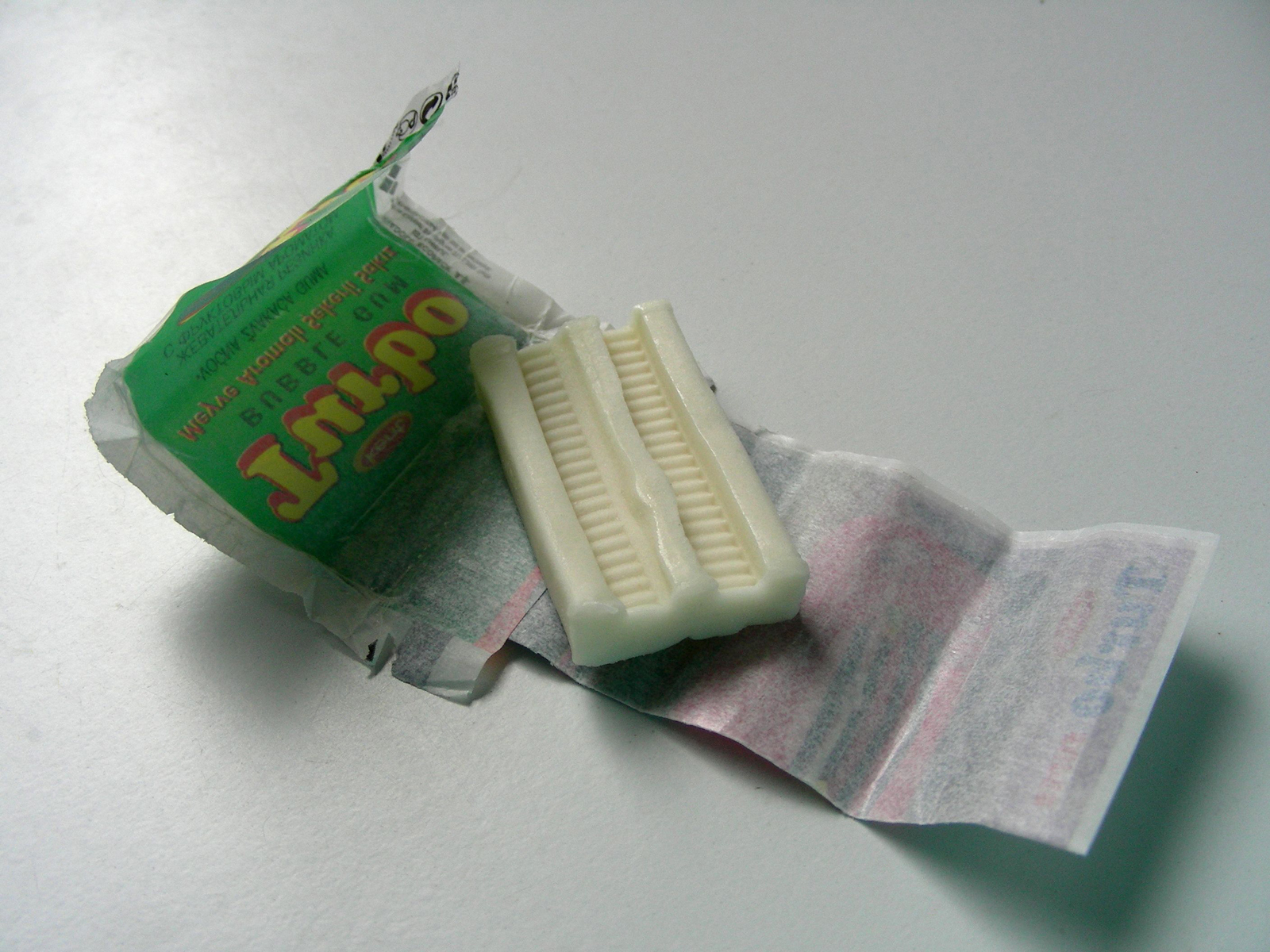
Guma "Turbo" po rozpakowaniu, po prawej stronie złożony obrazek samochodu

Turbo – guma do żucia  wyprodukowana przez turecką firmę Kent. Gumy do żucia zawierały wkładki-obrazki (zwane też nieprawidłowo historyjkami) ze zdjęciami samochodów, motocykli i innych środków transportu. Były popularne wśród dzieci i młodzieży pod koniec lat 80. i na początku lat 90. (głównie w Polsce i Rosji), a wkładki ze zdjęciami stały się cennymi przedmiotami dla kolekcjonerów i przez wielu sympatyków zbierane są do dziś (mimo że produkcję zakończono w połowie roku 2007). W późniejszym okresie pojawiły się plotki o rakotwórczości gum, jednak są one nieprawdziwe. Z okazji 20-lecia obecności sieci handlowej Biedronka, w dniach 2-8 lipca 2015 roku, pojawiła się tam możliwość zakupienia gumy Turbo.
Podstawowe serie liczyły 1425 różnych obrazków z pojazdami (nie licząc 4 serii wydawanych w dwóch wersjach). Wydawane też były obrazki Turbo jako naklejki.

## Systematyka i numeracja[6]
- Turbo
  - 1-50 – pierwsza seria obrazków (bez oficjalnej sprzedaży w Polsce, dostępna w Turcji, Bułgarii i krajach ościennych)
  - 51-120 (w sprzedaży w Polsce w latach 1989-1991)
  - 121-190 (w sprzedaży w Polsce w latach 1991-1992)
  - 191-260
  - 261-330 – seria ta wystąpiła w dwóch wersjach (z grubą i cienką ramką)

- Turbo Super
  - 331-400
  - 401-470
  - 471-540

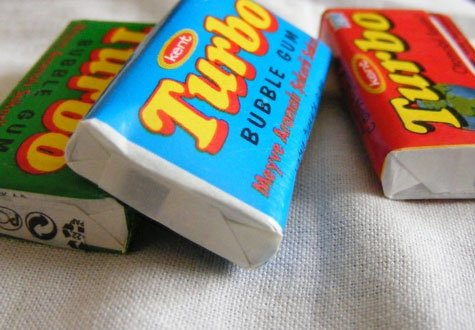
Guma Turbo

  - 2003: 001-099 (w sprzedaży w Polsce w latach 2003-2007)
  - 2003 RUS: 001-099 (w sprzedaży w Rosji, rosyjskie napisy)
  - 2007: 101-154 – seria ta wystąpiła w dwóch wersjach (z napisem "Super" oraz bez tego napisu) (w sprzedaży w Polsce od połowy 2007)

- Turbo Sport
  - 1-70 – seria ta wystąpiła w dwóch wersjach (z niebieską oraz z fioletową ramką) (w sprzedaży w Polsce w latach 1998-1999)
  - 71-140 (w sprzedaży w Polsce w roku 1999)
  - 141-210 (w sprzedaży w Polsce w latach 1999-2000)
  - 211-280
  - 401-470
  - 471-540
  - 2003: 001-099 (w sprzedaży w Polsce w latach 2003-2007)
  - 2003 RUS: 001-099 (w sprzedaży w Rosji, rosyjskie napisy)

- Turbo Classic
  - 1-70 – seria ta wystąpiła w dwóch wersjach (z napisem "Classic" oraz bez tego napisu) (w sprzedaży w Polsce w latach 1997-1998)
  - 71-140

- Turbo 2000
  - 71-140

- Turbo Progum

2014 1-160 – seria ta wystąpiła w dwóch wersjach (121-160 z napisem PROGUM i bez napisu) (w sprzedaży w Polsce w latach 2014-
2016 121-160 bez napisu PROGUM